# Libertação animal
A libertação animal é um movimento global com basicamente quatro componentes: debate filosófico, desenvolvimento legal, intervenção educativa e ação direta. O movimento busca o fim da rígida distinção moral e legal entre seres humanos e não-humanos, o fim da condição de animais como propriedade, e o fim de seu uso na experimentação, na alimentação e na indústria de entretenimento, dentre outras atividades.
É um dos poucos exemplos de um movimento social que foi criado e é, em grande parte, suportado academicamente por filósofos. Como Peter Singer, escritor da obra Libertação Animal e um dos maiores defensores da causa.

## Denominações
Todos liberacionistas acreditam que os interesses individuais dos animais não-humanos merecem reconhecimento e proteção, mas o movimento pode ser dividido em dois amplos campos.
Defensores dos direitos animais acreditam que esses interesses básicos conferem direitos morais de algum tipo aos animais e/ou deveriam conferir direitos legais a eles. Liberacionistas utilitaristas, por outro lado, não acreditam que os animais possuem direitos morais, mas usam fundamentos utilitaristas para defender que, porque os animais tem a habilidade de sofrer, seu sofrimento deve ser levado em conta em qualquer filosofia moral. Desconsiderar os animais, segundo este pensamento, é uma forma de discriminação, chamada especismo.